# Prêmio Arthur Friedenreich de 2018
O Prêmio Arthur Friedenreich de 2018 é a 11ª edição do prêmio, criado pela Rede Globo, destinado ao maior artilheiro da temporada no futebol brasileiro.

## Classificação
Atualizado em 16 de dezembro de 2018.
| #   | Jogador               | Clube(s)            | Gols |
| --- | --------------------- | ------------------- | ---- |
| 1º  | Gustavo               | Fortaleza           | 30   |
| 2º  | Gabriel Barbosa       | Santos              | 27   |
| 3º  | Nonato                | Aparecidense        | 24   |
| 3º  | Arthur Cabral         | Ceará               | 24   |
| 3º  | Édson Cariús          | Ferroviário         | 24   |
| 6º  | Ricardo Oliveira      | Atlético Mineiro    | 22   |
| 6º  | Neto Baiano           | CRB                 | 22   |
| 8º  | Lucão                 | Goiás               | 23   |
| 8º  | Neilton               | Vitória             | 23   |
| 10º | Cassiano Dias Moreira | Paysandu            | 20   |
| 10º | Léo Ceará             | Confiança / Vitória | 20   |
| 10º | Borja                 | Palmeiras           | 20   |